# Pippa Hackett

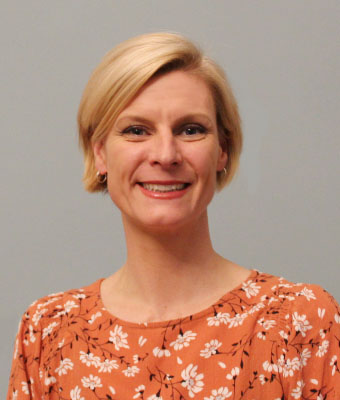
Pippa Hackett

Pippa Hackett (* 8. Januar 1974 in Ballindine, County Mayo) ist eine irische Politikerin der Green Party (GP).

## Leben
Pippa Hackett absolvierte ein Studium der Agrarwirtschaft an der University of Essex, das sie mit einem Bachelor of Science (B.Sc.) beendete. Ein postgraduales Studium am University College Dublin beendete sie mit einem Diplom und erwarb einen Doctor of Philosophy (Ph.D.) an der University of Limerick. Sie beendete ihre akademische Laufbahn und betreibt mit ihrem Ehemann, mit dem sie vier Kinder hat, eine ökologische Landwirtschaft mit Kühen, Schafen, Hühnern und Pferden in der Nähe von Geashill im County Offaly. Ihr politische Engagement für die Green Party (GP) begann sie, als sie am 24. Mai 2019 Mitglied des Rates des County Offaly wurde und in diesem bis zum 1. November 2019 den Wahlkreis Edenderry vertrat. In einer Nachwahl (By-election) wurde sie am 1. November 2019 als Vertreterin der Landwirtschaft (Agriculture Panel) zum Mitglied des Senats (Seanad Éireann), des Oberhauses des Parlaments (Oireachtas), und bei der Wahl am 30./31. März 2020 wiedergewählt.
Am 27. Juni 2020 wurde Pippa Hackett als Staatsministerin für Flächennutzung und Biodiversität im Ministerium für Landwirtschaft, Ernährung und Marine (Minister of State for the Department of Agriculture, Food & the Marine, with responsibility for Land Use and Biodiversity) in die Regierung Martin I berufen.
Bei den Wahlen zum Dáil Éireann 2024 wurde sie im Wahlkreis Offaly nicht wiedergewählt.